# 本溪新城站
本溪新城站是沈丹客运专线上的一座车站，座落在中国辽宁省本溪市溪湖区歪头山小柳峪村的南山半山腰（于家沟）。歪头山将建设本溪新城（中国药都），人口过百万，市政府已迁至小柳峪村所在地，这里将成为本溪新的政务中心。

## 概述
本溪新城站建筑面积为18603平方米，按一级站标准设计建设，计划总投资1.5亿元。车站规模为2台4线（含到发线2条），于2015年9月1日投入使用。